# Henning Bommel
Henning Bommel (Finsterwalde, 23 februari 1983) is een Duits baan- en wegwielrenner die anno 2017 rijdt voor Rad-net Rose Team.

## Baanwielrennen

### Palmares
| Jaar     | DK                               | EK                                | WK                   | Overig                                                 |
| Junioren | Junioren                         | Junioren                          | Junioren             | Junioren                                               |
| -------- | -------------------------------- | --------------------------------- | -------------------- | ------------------------------------------------------ |
| 2001     | Ploegenachtervolging             |                                   | Ploegenachtervolging |                                                        |
| Elite    |                                  |                                   |                      |                                                        |
| 2002     | Ploegenachtervolging             |                                   |                      |                                                        |
| 2003     | Ploegenachtervolging             |                                   |                      |                                                        |
| 2004     | Ploegkoers, Ploegenachtervolging |                                   |                      | Open Kampioenschap van de Balkan: Ploegenachtervolging |
| 2005     | Ploegenachtervolging             |                                   |                      | WB Los Angeles: Ploegenachtervolging                   |
| 2006     | Ploegenkoers                     |                                   |                      |                                                        |
| 2007     | Puntenkoers                      |                                   |                      |                                                        |
| 2008     | Ploegenachtervolging             |                                   |                      |                                                        |
| 2009     |                                  |                                   |                      |                                                        |
| 2010     | Ploegenachtervolging, Ploegkoers |                                   |                      |                                                        |
| 2011     | Ploegenachtervolging             |                                   |                      |                                                        |
| 2012     | Ploegenachtervolging             | Ploegenachtervolging              |                      |                                                        |
| 2013     |                                  |                                   | Ploegkoers           |                                                        |
| 2014     | Ploegenachtervolging             | Ploegenachtervolging, Puntenkoers |                      |                                                        |
| 2015     | Ploegenachtervolging             |                                   |                      |                                                        |

## Wegwielrennen

### Overwinningen
2006
1e etappe Ronde van Servië
2008
5e etappe Ronde van Bulgarije
2009
 Wereldkampioen op de weg, Militairen

## Ploegen
- 2009 –  LKT Team Brandenburg
- 2010 –  LKT Team Brandenburg
- 2011 –  LKT Team Brandenburg
- 2012 –  LKT Team Brandenburg
- 2013 –  Rad-net Rose Team
- 2014 –  Rad-net Rose Team
- 2015 –  Rad-net Rose Team
- 2016 –  Rad-net Rose Team
- 2017 –  Rad-net Rose Team